# خوان کروز زوربریگن
خوان کروز زوربریگن (انگلیسی: Juan Cruz Zurbriggen؛ زادهٔ ۱۲ مهٔ ۲۰۰۰) بازیکن فوتبال اهل آرژانتین است.